# Rhynchorhamphus
Los mediopicos o pajaritos del género Rhynchorhamphus son peces marinos de la familia hemiránfidos, distribuidos por las aguas superficiales asociados a arrecifes y estuarios de río.

## Hábitat
Son peces pelágicos marinos que habitan cerca de la superficie, cercanos a la costa junto a arrecifes y cerca de la vegetación. La mayoría de las especies son pescadas con cierta importancia comercial.

## Especies
Existen cuatro especies válidas en este género:
- Rhynchorhamphus arabicus (Parin & Shcherbachev, 1972)
- Rhynchorhamphus georgii (Valenciennes, 1847)
- Rhynchorhamphus malabaricus (Collette, 1976)
- Rhynchorhamphus naga (Collette, 1976)